# Mlýn Kroužek
Mlýn Kroužek v Nebuželích v okrese Mělník je vodní mlýn, který stojí v údolí říčky Pšovky v Kokořínském dole. Je chráněn jako nemovitá kulturní památka České republiky; předmětem památkové ochrany je budova mlýnice, hospodářská stavba (sýpka), ohradní zeď a pozemky vymezeného areálu.

## Historie
Mlýn patřil v 16. století do katastru obce Nebužely, které náležely k majetku kláštera řádu benediktinů sv. Jiří na Pražském Hradě. Zdejší mlynář je zmíněn v roce 1595 v seznamu farníků, kteří dlužili za vosk na svíce. V letech 1609, 1613 a 1615 je uvedeno, že kroužecký mlynář měl na svém hospodářství včely - měl odvádět každoroční dávky 3 libry včelího vosku.
Roku 1812 se zde narodil kazatel a česko-americký podnikatel Jan Heřman. Janova vnučka Elsie se provdala za českého spisovatele a diplomata Jana Havlasu. Byla první ženou evropského původu, která prošla napříč Tahiti. 

## Popis
Z mlýna se dochovala dominantní budova mlýnice a původní hospodářská budova - sýpka. Na východní straně areálu je situován dům s mlýnicí, na jižní a západní straně zdivo zaniklé stavby a navazující ohradní zeď, na severní hospodářská budova a na severovýchodní straně další úsek zděné ohradní zdi.
Budova mlýnice je samostatně stojící patrová stavba obdélného půdorysu, která má hlavní průčelí obrácené k silnici. Vnitřní zařízení mlýnice se nedochovalo, zůstala pouze dřevěná konstrukce mlýnice.
Přízemní cihlová hospodářská budova na obdélném půdorysu má v přízemí obdélné vstupní otvory s nadsvětlíkem završeným segmentem. Přízemní okna se střídají s dveřními otvory a jsou zakončena segmentem s hladkými šambránami. V sýpkovém polopatře je řada horizontálních okének. Sedlová střecha je krytá taškami.
Technologické vybavení pocházelo od firmy Gabriel Žižka, Praha Vinohrady; mlecí kámen byl druhotně použit jako zahradní stůl. V roce 1930 zde bylo jedno kolo na svrchní vodu (průtok 0,106 m³/s, spád neuveden, výkon 4,02 k). Dochovalo se torzo obyčejného složení.